# Mosquée Sidi Ghanem de Mila
La mosquée Sidi Ghanem de Mila, faussement attribuée à Abou Al-Mouhajir Dinar, est une mosquée historique située dans la ville de Mila, en Algérie. Sa construction date probablement du IXe siècle.

## Historique

### Construction
Le plus ancien texte mentionnant la mosquée de Mila remonte au Ve siècle de l’hégire / XIIe siècle, sans l’attribuer à aucun fondateur spécifique. Elle est citée par al-Bakri dans son ouvrage Al-Masālik wa-l-Mamālik. À une période ultérieure, la mosquée a été associée au saint Sidi Ghanem, mais on ignore comment le nom est passé de “Masjid Djami' (Grande mosquée)” à une attribution à ce saint. Elle prend le nom d'un imam fatimide qui y a officié, Sidi Ghanem, dont le mausolée se trouve à Oran. 
Il n’existe aucune preuve historique fiable reliant cette mosquée à Abou Al-Mouhajir Dinar ; au contraire, la majorité des éléments disponibles indiquent l’inverse.
Il est probable que la construction de la mosquée remonte au IIIe siècle de l’hégire / IXe siècle. La mosquée est édifiée selon un style architectural influencé par l’architecture byzantine.

### Colonisation française
Durant l'occupation française de l'Algérie, le bâtiment fut transformé en écurie pour les chasseurs d'Afrique. À indépendance de l'Algérie, le bâtiment a fait l'objet de travaux de restauration , néanmoins certains de ces travaux n'ont pas respecte l'originalité architecturale de l'antique mosquée comme les enduits en ciment des murs extérieurs,. Cette mosquée est de fait la seconde mosquée bâtie au Maghreb après la grande mosquée de Kairouan. Mais selon Hocine Taoutaou du Centre national (algérien) de recherches préhistoriques, anthropologiques et historiques (CNRPAH), cette mosquée serait en fait la première en Afrique du Nord.
Le 11 janvier 2024, le wali de Mila, Mustapha Koreiche, a donné le coup d’envoi officiel des travaux de réhabilitation de la mosquée. Selon le plan de réhabilitation, la mosquée sera destinée à devenir un musée public, dont la structure sera maintenue avec la réalisation de confortements et des planchers transparents, permettant aux visiteurs de découvrir les aspects architecturales réels de ce monument.

## Structure
La mosquée a été bâtie sur les ruines d'une basilique romaine. Sa structure portante est faite de matériaux récupérés de la ville antique. Le réemploi de colonnes et de chapiteaux romains a permis de donner une structure assez rigide à la mosquée. Le reste est constitué de briques pleines fabriquées in-situ. Des éléments de structure d'étage qui ont été établis par les Français pour accueillir les soldats sont apparents. Les fouilles ont révélé un substrat très important sous la mosquée, dont le plus remarquable est le mur extérieur de la basilique romaine.

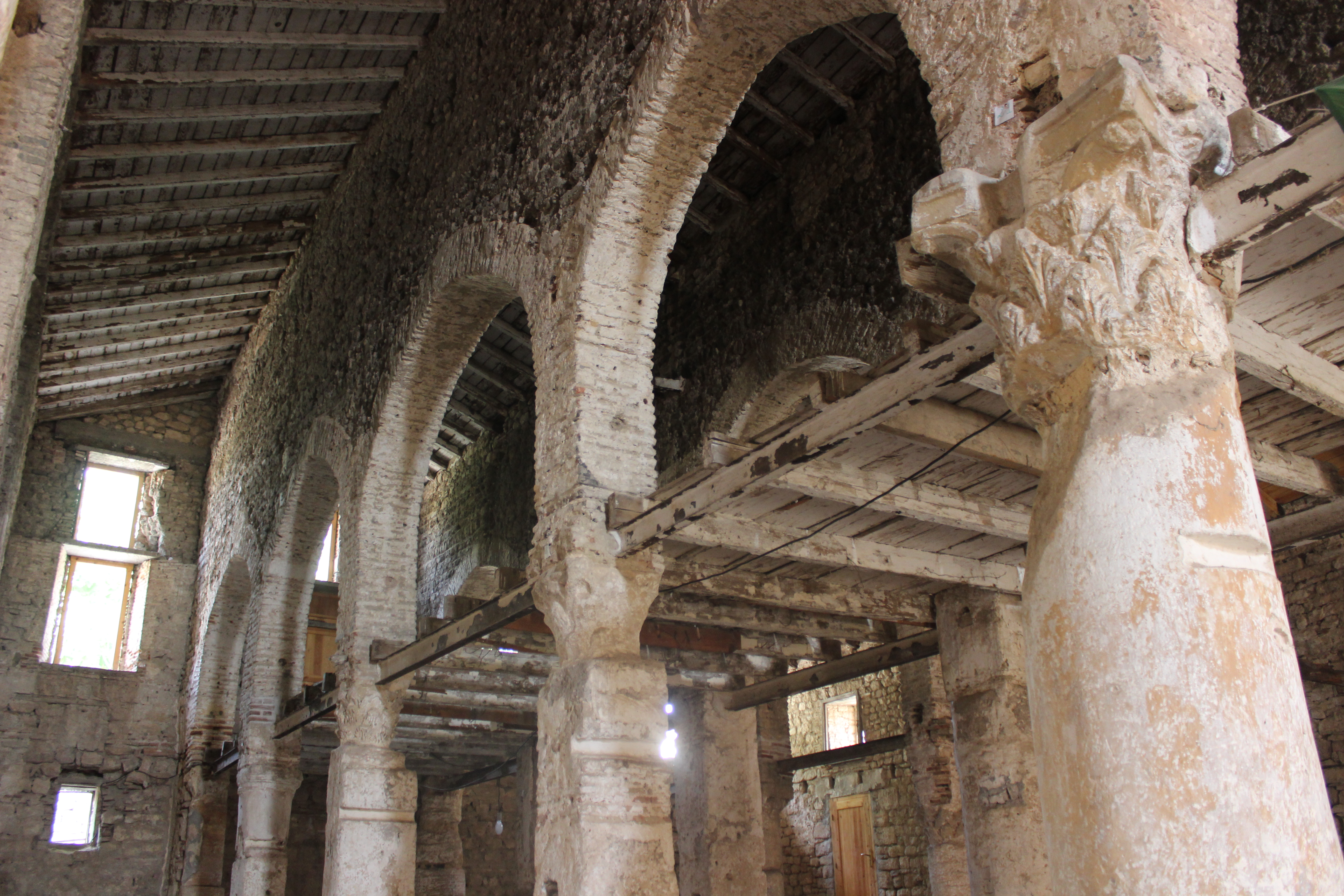
Vue sur la structure à l’intérieur du bâtiment.
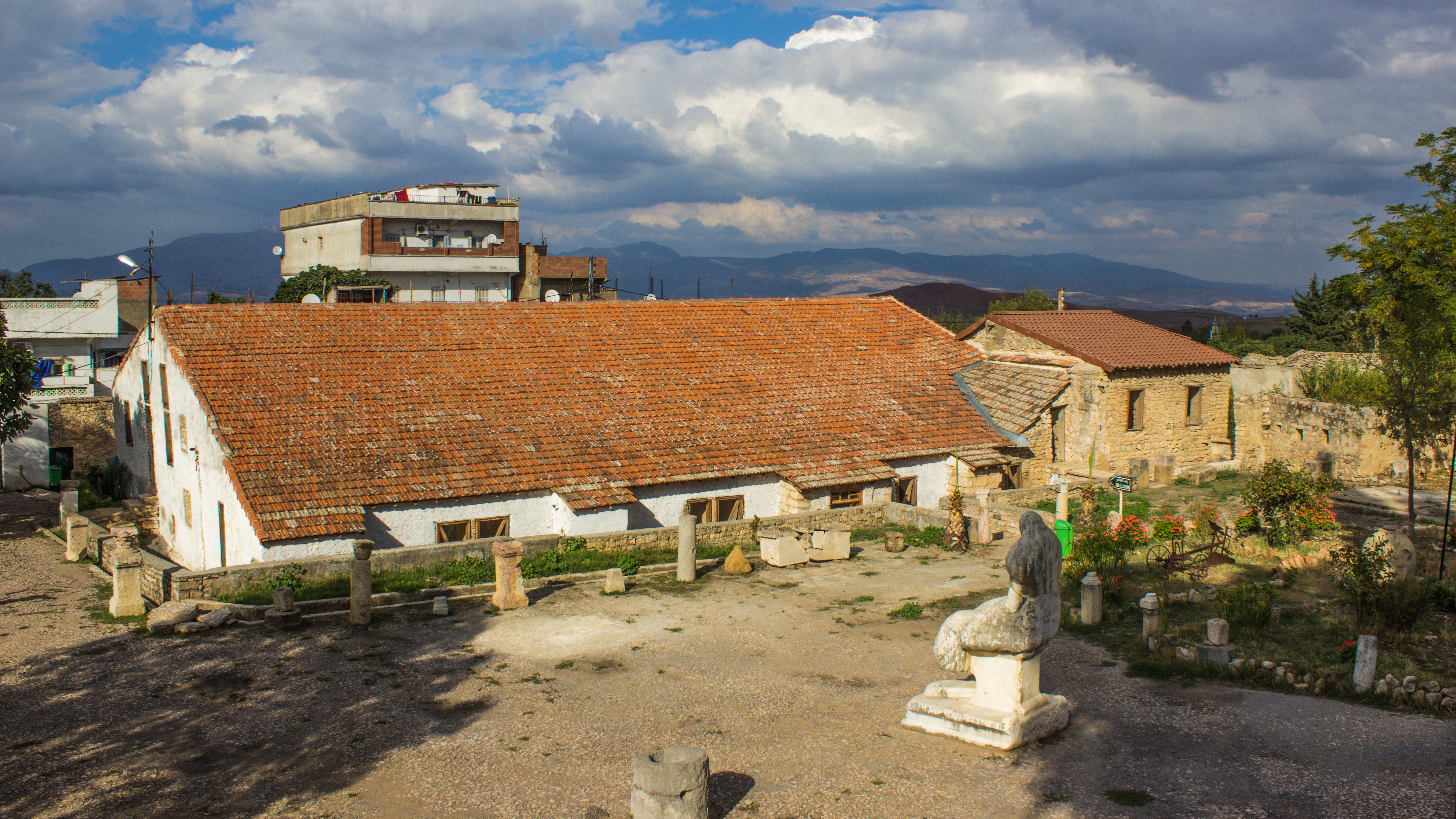
Vue de la mosquée en contrebas d'une esplanade, avec le toit sommaire à double pente aménagé lors de l'époque coloniale.
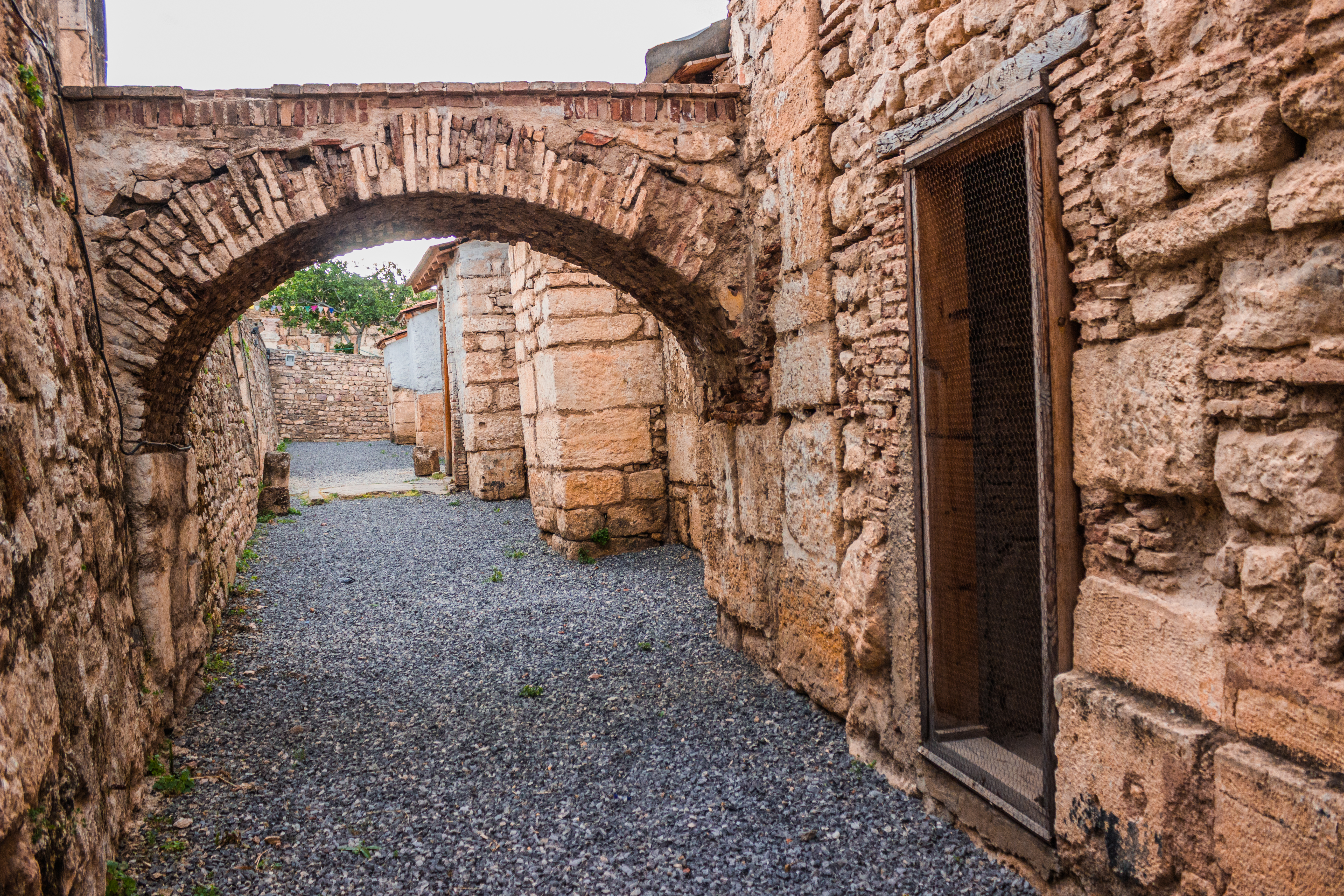
Arc de soutien de type arc-boutant entre l’édifice et l'esplanade.